# Önder Şipal
Önder Şipal (* 1. Mai 1987 in Bayburt) ist ein ehemaliger türkischer Boxer und Teilnehmer der Olympischen Sommerspiele 2016 in Rio de Janeiro.
Er ist der ältere Bruder des Boxers Onur Şipal.

## Boxkarriere
Önder Şipal begann 1995 als Drittklässler der Grundschule in Bayburt mit dem Boxsport und wurde vom Nationaltrainer Seyfullah Dumlupınar als Talent erkannt. 2005 wechselte er mit seinem Bruder zum Fenerbahçe SK. Türkischer Meister wurde er unter anderem 2007 im Halbweltergewicht, 2008, 2010, 2014, 2015 und 2016 im Weltergewicht, sowie 2017 im Mittelgewicht.
2003 gewann er die Goldmedaille im Federgewicht bei der Schüler-Europameisterschaft in Rom und 2005 eine Bronzemedaille im Halbweltergewicht bei der Junioren-Europameisterschaft in Tallinn.
Weitere Bronzemedaillen gewann er im Halbweltergewicht bei der EU-Meisterschaft 2005 in Cagliari und 2006 in Pécs, sowie bei den Mittelmeerspielen 2005 in Almería. Zudem gewann er Bronze im Weltergewicht bei den World University Championships 2010 in Ulaanbaatar. Bei den Mittelmeerspielen 2009 in Pescara gewann er dann die Goldmedaille im Weltergewicht.
Darüber hinaus war er Teilnehmer der Europameisterschaften 2006 in Plowdiw, 2008 in Liverpool, 2010 in Moskau und 2015 in Samokow, sowie der Europaspiele 2015 in Baku. Bei Weltmeisterschaften startete er 2005 in Mianyang, 2007 in Chicago, 2009 in Mailand, 2011 in Baku und 2013 in Almaty.
Im Juli 2016 nahm er am Olympia-Qualifikationsturnier in Maiquetía teil und gewann zwei von drei Kämpfen, wodurch er einen Startplatz bei den Olympischen Sommerspielen 2016 erhielt. Laut dem Präsidenten des Türkischen Boxverbandes, Eyüp Gözgeç, war es das erste Mal in der türkischen Boxgeschichte, dass sich zwei Brüder für dieselben Olympischen Spiele qualifizieren konnten. Bei Olympia siegte er in der Vorrunde gegen Benny Muziyo aus Sambia, ehe er im Achtelfinale gegen den Inder Vikas Krishan ausschied.

## Sonstiges
Er ist seit September 2015 verheiratet und arbeitete nach seiner aktiven Wettkampfkarriere als Sportlehrer in Devrekani, Provinz Kastamonu.